# Guarda Civil Metropolitana
A Guarda Civil Metropolitana (GCM) é uma instituição de segurança pública municipal do município de São Paulo, subordinada à Secretaria Municipal de Segurança Urbana (SMSU). Sua finalidade é a proteção dos bens, serviços e instalações municipais, bem como a atuação na segurança urbana de forma preventiva, ostensiva e integrada com os demais órgãos de segurança pública. 
A instituição é do tipo guarda municipal, sendo componente do Sistema Único de Segurança Pública (SUSP), dando auxílio complementar às ações da Polícia Militar, Polícia Civil e demais órgãos. 

## Histórico
O município de São Paulo já teve experiência de uma guarda civil ligada ao sistema de segurança territorial. Esta, denominada Guarda Civil do Estado de São Paulo, foi criada em 1926 e existiu até 1970, quando foi integrada a recém-criada Polícia Militar do Estado de São Paulo.
A GCM foi criada somente em 15 de setembro de 1986, através da lei municipal nº 10.115, na gestão do prefeito Jânio da Silva Quadros. Seu primeiro efetivo próprio, de 150 guardas já em 1986, foi formado por concurso que exigia ensino secundário completo — exigência atípica às forças de segurança, que, à época, cobravam unicamente grau primário completo para ingresso.
A Guarda Civil Metropolitana (GCM), recebeu a denominação de Policia Municipal em 14 de março de 2025, após a publicação da emenda № 44 à Lei Orgânica do Município de São Paulo no Diário Oficial da Cidade de São Paulo.  Essa publicação ocorreu após discussão na Câmara Municipal,  decorrente da decisão que declarou constitucional o policiamento ostensivo realizado pelas guardas,  uma função de natureza policial. 
Contudo, o Ministério Público do Estado de São Paulo (MP-SP) ajuizou uma ação no Tribunal de Justiça do Estado de São Paulo (TJ-SP), resultando em liminar que suspendeu a alteração da denominação. Uma decisão do Ministro Flávio Dino, do Supremo Tribunal Federal (STF), confirmou a decisão, mantendo-se o nome Guarda Civil Metropolitana.

## Panorama-geral
Desde a Lei Municipal nº 13.866, de 1 de julho de 2004, que fixou as atribuições da Guarda Civil Metropolitana, a instituição têm realizado ações de segurança urbana sob a responsabilidade da Prefeitura de São Paulo, com base em decisões judiciais que respaldam o patrulhamento ostensivo-comunitário, em colaboração com outras instituições de segurança pública, e de acordo com a legislação municipal e demais legislações vigentes.
Além das funções de segurança urbana, a Guarda Civil Metropolitana, por intermédio da Secretaria Municipal de Segurança Urbana da Prefeitura de São Paulo, assinou convênio com o Departamento Estadual de Trânsito (Detran-SP), passando a ter competência para executar a fiscalização de trânsito. 
Dentre as políticas de segurança pública mais recentes está o "programa Smart Sampa", implantado em 2023, que tem colaborado para identificar procurados pela justiça, pessoas desaparecidas e veículos roubados.

## Estrutura

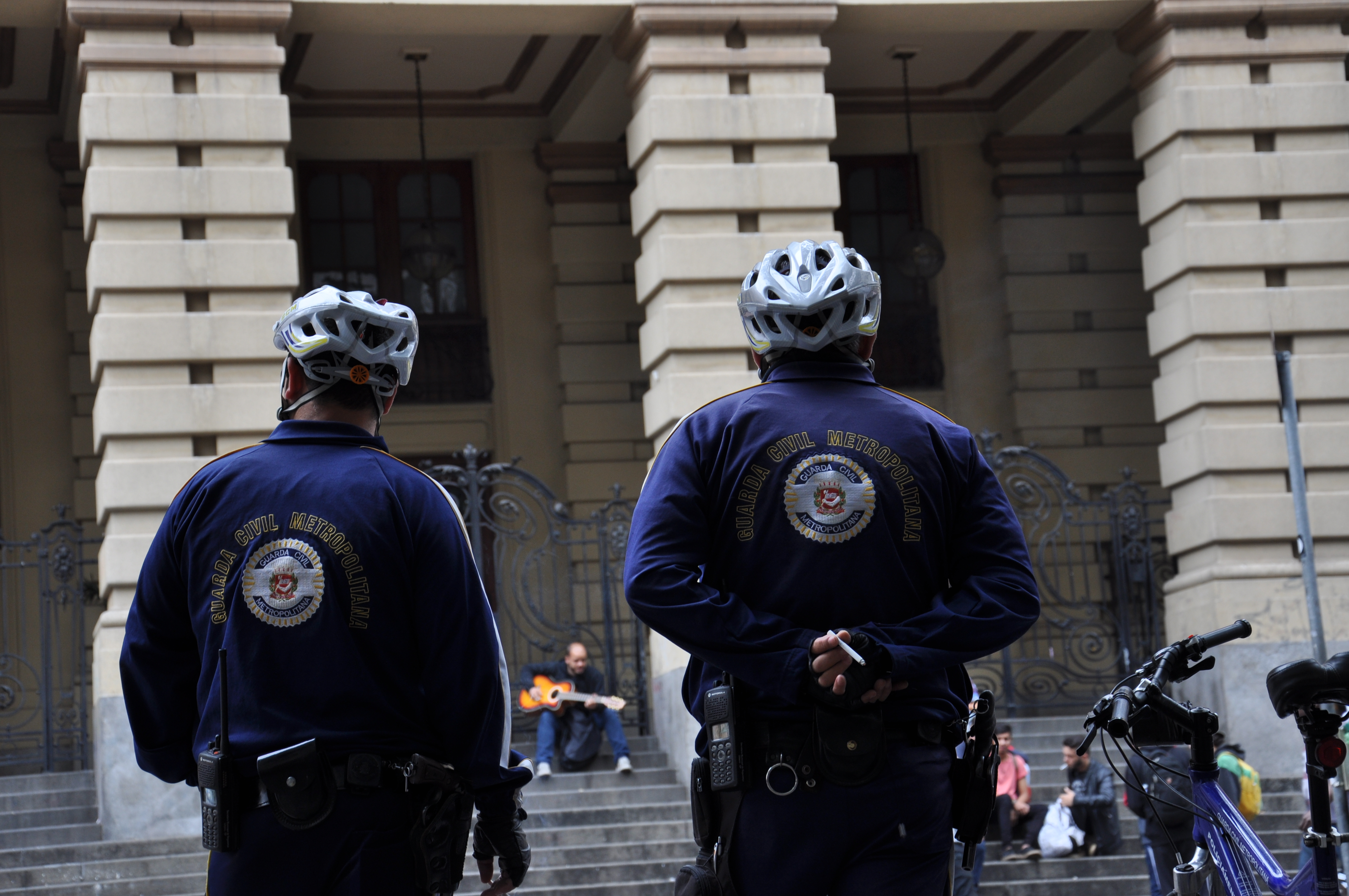
Guardas em serviço na Sé, em 2015.

A GCM mantém os seguintes programas de ação especializada:
- Proteção Escolar;
- Proteção Ambiental / Guarda Ambiental;
- Proteção ao Patrimônio Público;
- Proteção aos Agente Públicos;
- Proteção às Pessoas em Situação de Risco;
- Controle do Espaço Público e Fiscalização do Comércio Ambulante.

Mantém também a Banda e Coral da GCM, além dos projetos sociais "crianças sob nossa Guarda", "Projeto Luz" e "uma ideia sobre rodas".

## Órgãos
Os órgãos de comando e operações da GCM são:
- Comando Geral da Guarda Civil Metropolitana;
- Subcomando da Guarda Civil Metropolitana;
- Superintendência de Operações - SOP;
- Superintendência de Planejamento - SUPLAN;
- Superintendência de Ações Ambientais e Especializadas - SAE;
- Comando Operacional 1 (Centro) - COP 1;
- Comando Operacional 2 (Leste) - COP 2;
- Comando Operacional 3 (Norte) - COP 3;
- Comando Operacional 4 (Oeste-Centro) - COP 4;
- Comando Operacional 5 (Sul) - COP 5;
- Central de Telecomunicações e de Videomonitoramento – CETEL;
- Cerimonial e Comunicação – CERCOM.